# Ludwig Hofmeister
Ludwig Hofmeister (Sünching, 5 dicembre 1887 – Monaco di Baviera, 26 settembre 1959) è stato un calciatore tedesco, di ruolo portiere.